# IC 4226
IC 4226 је лентикуларна галаксија у сазвјежђу Ловачки пси која се налази на листи објеката дубоког неба у Индекс каталогу.
Деклинација објекта је + 32° 0' 16" а ректасцензија 13h 20m 30,3s. Привидна величина (магнитуда) објекта IC 4226 износи 14,0 а фотографска магнитуда 15,0. IC 4226 је још познат и под ознакама MCG 5-32-2, CGCG 160-205, CGCG 161-23, NPM1G +32.0345, DFOT 448, PGC 46555.